# Гоенлойбен
Гоенлойбен (нім. Hohenleuben) — місто в Німеччині, розташоване в землі Тюрингія. Входить до складу району Грайц.
Площа — 9,52 км2. Населення становить 1442 ос. (станом на 31 грудня 2021).